# Comuna Dolîna, Terebovlea
Dolîna (în ucraineană Долина) este o comună în raionul Terebovlea, regiunea Ternopil, Ucraina, formată din satele Dolîna (reședința) și Slobidka.

## Demografie
Componența lingvistică a comunei Dolîna
     Ucraineană (99,62%)
     Alte limbi (0,38%)
Conform recensământului din 2001, majoritatea populației comunei Dolîna era vorbitoare de ucraineană (99,62%), existând în minoritate și vorbitori de alte limbi.